# BCリエトカベリス
BCリエトカベリス（英語: BC Lietkabelis、リトアニア語: Krepšinio klubas Lietkabelis）は、リトアニア・パネヴェジースを本拠地とするプロバスケットボールクラブである。リトアニア・バスケットボール・リーグ (LKL) 所属。現在は、スポンサー名を冠した7bet-リエトカベリス（7bet-Lietkabelis）という名称を用いている。

## 歴史
リエトカベリスは1964年に設立された。リトアニア・バスケットボール・リーグ (LKL) が設立される以前、リエトカベリスは2度リトアニアSSR王者となった（1985年、1988年）。1993年にLKLが設立されて以降、現在に至るまでLKLに所属し続けている。
1996年以降、何度も名称変更を繰り返したが、2012年1月、ソ連時代から長く用いられてきたリエトカベリスに戻された。その後、2022–23シーズンからは、スポンサーである「7bet」の名称が冠されるようになった。
2024年11月、ヘッドコーチのマルティナス・プルリースがロンドン・ライオンズのスポーツ・ディレクターに就任することとなり、代わりに長年リトアニア代表選手を務めてきたヨナス・マチュリスがリエトカベリスのヘッドコーチに就任した。

## ホームアリーナ
| シーズン  | アリーナ                           | 収容人数 | 備考                                                             |
| --------- | ---------------------------------- | -------- | ---------------------------------------------------------------- |
| 1965–2008 | アウクシュタイティヤ・スポーツ会館 | 2,000    |                                                                  |
| 2008–     | カルナピリス・アリーナ             | 5,950    | 「CIDOアリーナ」としてオープン。2022年11月に現在の名称となった。 |

## 主な獲得タイトル
国内
- リトアニアSSR選手権／リトアニア・リーグ (LKL)
  - 優勝 - 2回（1985, 1988）
  - 準優勝 - 2回（2017, 2022）
  - 3位 - 8回（1983, 1984, 1990, 1991, 2020, 2021, 2023, 2024）
- ミンダウガス王杯（リトアニア語版） (KMT)
  - 準優勝 - 4回（2017, 2021, 2022, 2024）
  - 3位 - 5回（2018, 2019, 2020, 2023, 2025）

国際
- バルティック・バスケットボール・リーグ (BBL)
  - 3位 - 1回（2016）

## 各シーズンの成績
| シーズン  | 国内               | 国内 | 国内                    | LKF杯／ミン ダウガス王杯 | 地域／欧州               | 地域／欧州              |
| シーズン  | リーグ             | RS   | PS                      | LKF杯／ミン ダウガス王杯 | リーグ                   | 順位                    |
| --------- | ------------------ | ---- | ----------------------- | ------------------------ | ------------------------ | ----------------------- |
| 1990–91   | リトアニア・リーグ | 3位  | 3位                     |                          |                          |                         |
| 1991–92   | リトアニア・リーグ | 4位  | 4位                     |                          |                          |                         |
| 1992–93   | リトアニア・リーグ | 7位  | 準々決勝敗退（ベスト8） |                          |                          |                         |
| 1993–94   | LKL（1部）         | 9位  | 進出ならず              |                          |                          |                         |
| 1994–95   | LKL（1部）         | 9位  | 進出ならず              |                          |                          |                         |
| 1995–96   | LKL（1部）         | 10位 | 進出ならず              |                          |                          |                         |
| 1996–97   | LKL（1部）         | 9位  | 進出ならず              |                          |                          |                         |
| 1997–98   | LKL（1部）         | 10位 | 進出ならず              |                          |                          |                         |
| 1998–99   | LKL（1部）         | 7位  | 準々決勝敗退（ベスト8） |                          |                          |                         |
| 1999–2000 | LKL（1部）         | 6位  | 準々決勝敗退（ベスト8） |                          | コラチカップ（3部）      | グループステージ敗退    |
| 2000–01   | LKL（1部）         | 7位  | 準々決勝敗退（ベスト8） |                          |                          |                         |
| 2001–02   | LKL（1部）         | 9位  | 進出ならず              |                          |                          |                         |
| 2002–03   | LKL（1部）         | 9位  | 進出ならず              |                          |                          |                         |
| 2003–04   | LKL（1部）         | 7位  | 準々決勝敗退（ベスト8） |                          |                          |                         |
| 2004–05   | LKL（1部）         | 8位  | 準々決勝敗退（ベスト8） |                          | BBLチャレンジカップ      | 優勝                    |
| 2005–06   | LKL（1部）         | 8位  | 準々決勝敗退（ベスト8） |                          | BBL                      | 11位                    |
| 2006–07   | LKL（1部）         | 5位  | 準々決勝敗退（ベスト8） |                          | BBL                      | 12位                    |
| 2007–08   | LKL（1部）         | 9位  | 進出ならず              |                          | BBLチャレンジカップ      | 3位                     |
| 2008–09   | LKL（1部）         | 10位 | 進出ならず              | ベスト16                 | BBLチャレンジカップ      | 第1ステージ敗退         |
| 2009–10   | LKL（1部）         | 6位  | 準々決勝敗退（ベスト8） |                          | BBLチャレンジカップ      | 準々決勝敗退（ベスト8） |
| 2010–11   | LKL（1部）         | 6位  | 準々決勝敗退（ベスト8） | 第2ラウンド              | BBLチャレンジカップ      | 3位                     |
| 2011–12   | LKL（1部）         | 11位 | 進出ならず              | （出場辞退）             | BBLチャレンジカップ      | 優勝                    |
| 2012–13   | LKL（1部）         | 9位  | 進出ならず              | 準々決勝敗退（ベスト8）  | BBL                      | トップ16                |
| 2013–14   | LKL（1部）         | 9位  | 進出ならず              | 第4ラウンド              | BBL                      | トップ16                |
| 2014–15   | LKL（1部）         | 8位  | 準々決勝敗退（ベスト8） | 準々決勝敗退（ベスト8）  | BBL                      | 準々決勝敗退（ベスト8） |
| 2015–16   | LKL（1部）         | 7位  | 準々決勝敗退（ベスト8） | 準々決勝敗退（ベスト8）  | BBL                      | 3位                     |
| 2016–17   | LKL（1部）         | 3位  | 準優勝                  | 準優勝                   | ユーロカップ（ULEB-2部） | トップ16敗退            |
| 2017–18   | LKL（1部）         | 4位  | 4位                     | 3位                      | ユーロカップ（ULEB-2部） | グループリーグ敗退      |
| 2018–19   | LKL（1部）         | 4位  | 4位                     | 3位                      | BCL（FIBA-1部）          | グループリーグ敗退      |
| 2019–20   | LKL（1部）         | 3位  | 3位                     | 3位                      | BCL（FIBA-1部）          | Round of 16 敗退        |
| 2020–21   | LKL（1部）         | 3位  | 3位                     | 準優勝                   | ユーロカップ（ULEB-2部） | グループリーグ敗退      |
| 2021–22   | LKL（1部）         | 3位  | 準優勝                  | 準優勝                   | ユーロカップ（ULEB-2部） | ベスト16                |
| 2022–23   | LKL（1部）         | 4位  | 3位                     | 3位                      | ユーロカップ（ULEB-2部） | ベスト16                |
| 2023–24   | LKL（1部）         | 5位  | 3位                     | 準優勝                   | ユーロカップ（ULEB-2部） | グループリーグ敗退      |
| 2024–25   | LKL（1部）         | 3位  | 3位                     | 3位                      | ユーロカップ（ULEB-2部） | グループリーグ敗退      |

## 歴代ヘッドコーチ
- ライムンダス・サルグーナス（リトアニア語版） (1972–1978, 1991–1994)
- ヴィドマンタス・パシュカウスカス Vidmantas Paškauskas (1979–1996)
- ギンタラス・レオナヴィチュス（リトアニア語版） (1997–2004, 2009–2011, 2012)
- アウドリュス・プラクライティス Audrius Prakuraitis (2004–2005)
- パウリュス・ユオディス（英語版） (2005–2006)
- ラムーナス・ツヴィルカ（リトアニア語版） (2006–2007)
- アウリマス・マトゥレヴィチュス Aurimas Matulevičius (2007–2009)
- アルギルダス・ミロナス Algirdas Milonas (2011–2012)
- ジードルーナス・ヴァルツキス Žydrūnas Valuckis (2012–2013)
- ロベルタス・ギエドライティス（英語版） (2013)
- ギンタウタス・ヴィレイタ（リトアニア語版） (2013–2014)
- ミンダウガス・ブジナウスカス（リトアニア語版） (2014)
- ギンタラス・カジュリス（リトアニア語版） (2014–2015, 2018)
- カジース・マクスヴィーティス（リトアニア語版） (2015–2017)
- アルトゥールス・シュタールベルグス（英語版） (2017)
- ラムーナス・ブタウタス（リトアニア語版） (2017–2018)
- ネナド・チャナク（英語版） (2018–2023, 2023–)
- ロベルツ・シュテルマヘルス（英語版） (2023)

## 歴代所属選手
- ヴィーテニス・リプケヴィチュス（リトアニア語版） (2018–)
- トマス・ディムシャ (2019–2020)
- ジェリコ・サキッチ (2019–2020, 2022–2023)